# Sandro Jenal
Sandro Jenal (28 settembre 1992) è un ex sciatore alpino svizzero.

## Biografia
Gigantista puro attivo dal novembre del 2007, Sandro Jenal ha esordito in Coppa Europa il 18 gennaio 2011 a Zuoz e in Coppa del Mondo il 27 ottobre 2013 a Sölden, in entrambi i casi senza completare la prova. Ha conquistato due podi in Coppa Europa, il 9 dicembre 2017 a Trysil (3º) e il 14 gennaio 2018 a Kirchberg in Tirol (2º); ha preso per l'ultima volta il via in Coppa del Mondo il 2 febbraio 2020 a Garmisch-Partenkirchen, senza qualificarsi per la seconda manche (non ha portato a termine nessuna delle 18 gare del massimo circuito nelle quali ha preso il via) e si è ritirato al termine di quella stessa stagione 2019-2020. Non ha preso parte a rassegne olimpiche né iridate.

## Palmarès

### Coppa Europa
- Miglior piazzamento in classifica generale: 25º nel 2018
- 2 podi:
  - 1 secondo posto
  - 1 terzo posto

### Campionati svizzeri
- 4 medaglie:
  - 2 argenti (slalom gigante nel 2012; slalom gigante nel 2016)
  - 2 bronzi (slalom gigante nel 2011; slalom gigante nel 2019)